# Niyazi Sayın
Niyazi Sayın (Scutari, 12 febbraio 1927) è un musicista turco.

## Biografia
Nato a Scutari, distretto del comune metropolitano di Istanbul, da genitori entrambi provenienti dalla zona della Rumelia corrispondente alla parte meridionale dell’attuale Macedonia del Nord, studiò presso l’İstanbul Belediye Konservatuarı (Conservatorio municipale di Istanbul), interessandosi in particolare alla musica occidentale e a quella religiosa di tradizione turca.
Agli studi musicali affiancò fin da ragazzo l’interesse per le belle arti, in particolare per la pittura e l’intaglio.
Ma fu solo dopo l’incontro con Mustafa Düzgünman che egli approfondì la sua conoscenza della musica sacra turca connessa con le pratiche sufi. Fu così che, a partire dal 1948, cominciò anche a studiare il ney, lo strumento principe del Sufismo, divenendo allievo del celebre neyzen Halil Dikmen: l’insegnamento, come di prassi, non comprendeva solamente aspetti tecnico-stilistici ma anche veri e propri precetti morali e l’adesione ad una catena (silsilah) di carattere iniziatico; inoltre Halil Dikmen, che era altresì direttore del Museo di Pittura e Scultura e insegnante di pittura all’Accademia delle Belle Arti, contribuì ulteriormente allo sviluppo del talento pittorico del giovane Sayın. Altri importanti interessi che Sayın coltivò per tutta la vita furono l’antica arte della marmorizzazione (in turco ebru) e la passione per la fotografia.
Dagli anni ‘50 cominciò a lavorare come neyzen (suonatore di ney) nell’ensemble della Radio di Istanbul, sotto la direzione di Süleyman Erguner Dede: qui si distinse per i suoi assolo e le sue improvvisazioni (taksim), di grande valore musicale. Tra il 1951 al 1952 cominciò a lavorare come neyzen nei concerti radiofonici del Coro Classico Turco diretti da Mesut Cemil, occupando quel ruolo fino al 1963.
Dal 1956 al 1968, invitato da Münir Nureddin Selçuk, fu un membro dell’ensemble del Conservatorio municipale di Istanbul. Inoltre prese parte, ogni anno, alle cerimonie mevlevi di Konya.
Alla sua attività musicale affiancò ben presto anche l’insegnamento presso il Conservatorio di Musica Turca della neonata İstanbul Teknik Üniversitesi (Università Tecnica di Istanbul), dove divenne capo del dipartimento degli strumenti a fiato.
Nel 1980, inoltre, fu chiamato a tenere per un anno un corso presso l’Università di Seattle, negli Stati Uniti, assieme all’amico e suonatore di tanbur Necdet Yaşar.
Il suo contributo all’arte esecutiva del ney è considerato imprescindibile nell’ambito della musica turca, tanto che si parla di un’epoca “prima di Sayın” e un’epoca “post Sayın”: egli rappresenta tuttora un modello ineguagliato di virtuoso del suo strumento per la bellezza del suono, l’intonazione, il controllo del fiato e il legato. 
Niyazi Sayın è stato altresì capace di innovare l’approccio esecutivo al ney grazie alla sua fantasia improvvisativa, dote fondamentale per un neyzen (egli si distinse per l’introduzione, nei suoi taksim, di alcune clausole melodiche caratteristiche, molto riconoscibili), e alla sua tecnica particolare (un suo tratto peculiare è il vibrato, realizzato con un tremito del labbro). 
Rivoluzionò inoltre alcuni metodi costruttivi dello strumento.
Infine, importante è anche la sua attività di insegnante di ney: egli creò una vera e propria “scuola” esecutiva, i cui principali esponenti sono oggi Sadreddin Özçimi (1955) e Salih Bilgin (1960).